# Mika Kobayashi
Mika Kobayashi (japanisch 小林 美香, Kobayashi Mika; * 6. Februar 1995) ist eine japanische Mittel- und Langstreckenläuferin, die sich auf die 1500-Meter-Distanz spezialisiert hat.

## Sportliche Laufbahn
Erste internationale Erfahrungen sammelte Mika Kobayashi im Jahr 2011, als sie bei den Asienmeisterschaften in Kōbe in 4:25,72 min den sechsten Platz im 1500-Meter-Lauf belegte.
2011 wurde sie japanische Meisterin im 1500-Meter-Lauf.

## Persönliche Bestleistungen
- 1500 Meter: 4:20,41 min, 11. Juni 2011 in Kumagaya
- 3000 Meter: 9:21,22 min, 19. Juni 2011 in Osaka
- Halbmarathon: 1:15:27 h, 2. März 2016 in Matsue